# I liga argentyńska w piłce nożnej (1996/1997)
Mistrzem Argentyny turnieju Apertura w sezonie 1996/1997 został klub River Plate, natomiast wicemistrzem Argentyny turnieju Apertura został klub Independiente.
Mistrzem Argentyny turnieju Clausura w sezonie 1996/1997 został klub River Plate, natomiast wicemistrzem Argentyny turnieju Clausura został klub CA Colón.
Do Copa Libertadores w roku 1998 zakwalifikowały się następujące kluby:
- River Plate
- CA Colón

Do Copa CONMEBOL w roku 1997 zakwalifikowały się z Argentyny trzy kluby:
- CA Colón
- Club Atlético Lanús
- Estudiantes La Plata

Tabela spadkowa zadecydowała o tym, które kluby spadną do drugiej ligi (Primera B Nacional Argentina). Spadły kluby, które w tabeli spadkowej zajęły dwa ostatnie miejsca – Huracán Corrientes i CA Banfield. Na ich miejsce awansowały dwie najlepsze drużyny z drugiej ligi – Argentinos Juniors i Gimnasia y Tiro Salta.

## Torneo Apertura 1996/1997

### Apertura 1
| Data             | Mecz |
| ---------------- | --- |
| 23 sierpnia 1996 | Club Atlético Lanús – CA Huracán 0:0 |
| 24 sierpnia 1996 | Newell’s Old Boys – CA Vélez Sarsfield 0:2 Marcelo Adrián Gómez, Guillermo Carlos Morigi mecz rozegrany został na stadionie klubu Rosario Central                                                       |
| 25 sierpnia 1996 | Estudiantes La Plata – Boca Juniors 2:3 Martín Alejandro Fúriga, Fernando David Verón – José Basualdo, Diego Latorre, Roberto Fabián Pompei mecz rozegrany został na stadionie klubu CA Vélez Sarsfield |
| 25 sierpnia 1996 | San Lorenzo de Almagro – CA Banfield 0:1 Mariano Alejandro Campodónico |
| 25 sierpnia 1996 | Huracán Corrientes – Unión Santa Fe 3:6 Josemir Lujambio (3, 1k) – José Luis Marzo (3, 1k), Silvio Fernando Mendoza, Carlos Martín Mazzoni, Pablo Marcelo Bezombe                                       |
| 25 sierpnia 1996 | River Plate – Gimnasia y Esgrima La Plata 0:0 |
| 25 sierpnia 1996 | Ferro Carril Oeste – Independiente 0:3 Francisco Gabriel Guerrero, Claudio David Arzeno, Ángel Alejandro Morales                                                                                        |
| 25 sierpnia 1996 | Racing Club de Avellaneda – Rosario Central 0:2 Rubén Fernando Da Silva, Eduardo Bustos Montoya |
| 25 sierpnia 1996 | Gimnasia y Esgrima Jujuy – CA Platense 1:0 Carlos Enrique Garnier |
| 26 sierpnia 1996 | CA Colón – Deportivo Español 1:1 Mauricio Aníbal Risso – Pablo César Fernández |

### Apertura 2
| Data            | Mecz |
| --------------- | --- |
| 2 września 1996 | CA Banfield – Huracán Corrientes 1:1 Mario Gabriel Pobersnik (k) – Fabián Óscar Fernández                                                                             |
| 3 września 1996 | Deportivo Español – Club Atlético Lanús 0:1 Hugo Morales mecz rozegrany został na stadionie klubu Ferro Carril Oeste                                                  |
| 3 września 1996 | CA Huracán – San Lorenzo de Almagro 1:1 Rodolfo Gustavo Flores – Silas                                                                                                |
| 3 września 1996 | Gimnasia y Esgrima La Plata – Ferro Carril Oeste 1:0 Guillermo Barros Schelotto                                                                                       |
| 3 września 1996 | Boca Juniors – CA Colón 2:3 Néstor Fabbri, Sergio Daniel Martínez – Víctor Javier Müller, Maximiliano Pablo Cuberas, Rodolfo Gustavo Aquino                           |
| 4 września 1996 | CA Platense – Estudiantes La Plata 2:4 Norberto Ortega Sánchez (k), Cristián Favre – Ariel Hernán Zapata, Martín Palermo, Martín Esteban Mazzucco, Juan Martín Turchi |
| 4 września 1996 | Unión Santa Fe – River Plate 1:3 Lautaro Javier Trullet – Julio Ricardo Cruz (2), Enzo Francescoli                                                                    |
| 4 września 1996 | Independiente – Newell’s Old Boys 4:0 Ángel Alejandro Morales, Francisco Gabriel Guerrero, Jorge Burruchaga (2, 1k)                                                   |
| 4 września 1996 | CA Vélez Sarsfield – Racing Club de Avellaneda 2:3 Raúl Cardozo, Guillermo Carlos Morigi – Rubén Óscar Capria, Mauricio Pellegrino s, José Tiburcio Serrizuela (k)    |
| 4 września 1996 | Rosario Central – Gimnasia y Esgrima Jujuy 0:0 |

### Apertura 3
| Data            | Mecz |
| --------------- | --- |
| 7 września 1996 | Club Atlético Lanús – Boca Juniors 3:1 Juan José Serrizuela, Claudio Marcelo Enría, Gonzalo Luis Belloso – Gabriel Cedrés                 |
| 7 września 1996 | Huracán Corrientes – CA Huracán 1:1 Andrés Ernesto Gaitán – Antonio Daniel Barijho                                                        |
| 8 września 1996 | Estudiantes La Plata – Rosario Central 0:2 Rubén Fernando Da Silva, Eduardo Germán Coudet                                                 |
| 8 września 1996 | CA Colón – CA Platense 1:1 Víctor Javier Müller – Alberto Javier Godoy                                                                    |
| 8 września 1996 | San Lorenzo de Almagro – Deportivo Español 0:1 Federico Basavilbaso                                                                       |
| 8 września 1996 | River Plate – CA Banfield 2:0 Roberto Monserrat, Julio Ricardo Cruz                                                                       |
| 8 września 1996 | Newell’s Old Boys – Gimnasia y Esgrima La Plata 1:0 Alfredo Jesús Berti mecz rozegrany został na stadionie klubu Rosario Central          |
| 8 września 1996 | CA Vélez Sarsfield – Independiente 2:3 Patricio Alejandro Camps, Darío Fernando Husaín – Francisco Gabriel Guerrero (2), Jorge Burruchaga |
| 8 września 1996 | Racing Club de Avellaneda – Gimnasia y Esgrima Jujuy 0:0                                                                                  |
| 9 września 1996 | Ferro Carril Oeste – Unión Santa Fe 2:2 Luciano Alejandro Nicotra (k), Alejandro David Peralta – José Luis Marzo, Lautaro Javier Trullet  |

### Apertura 4
| Data             | Mecz |
| ---------------- | --- |
| 14 września 1996 | Unión Santa Fe – Newell’s Old Boys 1:2 José Luis Marzo (k) – Bruno Giménez (2, 1k)                                                             |
| 15 września 1996 | Gimnasia y Esgrima Jujuy – Estudiantes La Plata 2:0 Carlos Enrique Garnier, Marcelo Andrés Trimarchi                                           |
| 15 września 1996 | Rosario Central – CA Colón 0:0 |
| 15 września 1996 | CA Platense – Club Atlético Lanús 0:0 |
| 15 września 1996 | Boca Juniors – San Lorenzo de Almagro 1:1 Sebastián Rambert – Sebastián Abreu                                                                  |
| 15 września 1996 | Deportivo Español – Huracán Corrientes 1:0 Carlos Javier Odriozola (k)                                                                         |
| 15 września 1996 | CA Huracán – River Plate 2:3 Emiliano Manuel Romay, Norberto Antonio Fernández – Celso Ayala, Roberto Monserrat, Enzo Francescoli              |
| 15 września 1996 | Gimnasia y Esgrima La Plata – CA Vélez Sarsfield 1:1 Roberto Carlos Sosa – Martín Posse                                                        |
| 15 września 1996 | Independiente – Racing Club de Avellaneda 2:2 Claudio David Arzeno, Francisco Gabriel Guerrero – Esteban Óscar Fuertes, Claudio David Arzeno s |
| 16 września 1996 | CA Banfield – Ferro Carril Oeste 3:2 Ariel Damián Graña, Víctor Hugo Delgado, Pedro Sarabia – Gustavo Enrique Reggi, Sergio Vázquez s          |

### Apertura 5
| Data             | Mecz |
| ---------------- | --- |
| 20 września 1996 | Independiente – Gimnasia y Esgrima La Plata 2:0 Albeiro Usuriaga (2) |
| 21 września 1996 | Huracán Corrientes – Boca Juniors 1:3 Mauro Javier Amato – Hugo Romeo Guerra, Roberto Fabián Pompei, Nelson Vivas |
| 22 września 1996 | Estudiantes La Plata – Racing Club de Avellaneda 1:2 Manuel Santos Aguilar – Carlos Alberto Galván, Esteban Óscar Fuertes mecz rozegrany został na stadionie klubu Independiente                                                                  |
| 22 września 1996 | Club Atlético Lanús – Rosario Central 2:1 Ariel Maximiliano López, Walter Gastón Coyette – Andrés Miguel Garrone |
| 22 września 1996 | San Lorenzo de Almagro – CA Platense 1:0 Silvano Sergio Maciel |
| 22 września 1996 | River Plate – Deportivo Español 3:1 Roberto Monserrat, Enzo Francescoli (k), Marcelo Gallardo (k) – Carlos Javier Odriozola (k) |
| 22 września 1996 | Ferro Carril Oeste – CA Huracán 4:2 Gustavo Enrique Reggi (2), Jorge Luis Cordon, Víctor Manuel López – Claudio Omar García, Hugo Rolando Corbalán                                                                                                |
| 22 września 1996 | Newell’s Old Boys – CA Banfield 2:0 Velko Iotov, Mauro Gerk mecz rozegrany został na stadionie klubu Rosario Central mecz przerwany w 81 minucie z powodu zdekompletowania drużyny Banfield – 6 zawodników usuniętych z boiska wynik pozostawiono |
| 22 września 1996 | CA Vélez Sarsfield – Unión Santa Fe 2:0 José Luis Chilavert (k), Fernando Daniel Pandolfi |
| 23 września 1996 | CA Colón – Gimnasia y Esgrima Jujuy 0:0 |

### Apertura 6
| Data             | Mecz |
| ---------------- | --- |
| 28 września 1996 | Rosario Central – San Lorenzo de Almagro 1:2 Andrés Miguel Garrone – Sebastián Abreu, Néstor Gorosito                           |
| 28 września 1996 | CA Banfield – CA Vélez Sarsfield 1:3 Juan Raúl Arce – Patricio Alejandro Camps, José Luis Chilavert (k), Raúl Cardozo           |
| 29 września 1996 | Estudiantes La Plata – CA Colón 2:3 Fernando Gastón Córdoba (k), Martín Palermo – Rodolfo Gustavo Aquino (2), Marcelo Saralegui |
| 29 września 1996 | Racing Club de Avellaneda – Gimnasia y Esgrima La Plata 0:1 Guillermo Barros Schelotto                                          |
| 29 września 1996 | Gimnasia y Esgrima Jujuy – Club Atlético Lanús 1:2 José Batista (k) – Ariel Maximiliano López, Óscar Alcides Mena               |
| 29 września 1996 | Boca Juniors – River Plate 3:2 Roberto Fabián Pompei, Gabriel Cedrés (k), Hugo Romeo Guerra – Marcelo Salas, Juan Pablo Sorín   |
| 29 września 1996 | Deportivo Español – Ferro Carril Oeste 2:2 Walter Adrián Parodi (2) – Gustavo Enrique Reggi, Christian Raúl Chaparro            |
| 29 września 1996 | CA Huracán – Newell’s Old Boys 1:1 Emiliano Manuel Romay – Bruno Giménez (k)                                                    |
| 29 września 1996 | Unión Santa Fe – Independiente 0:1 Jorge Daniel Martínez                                                                        |
| 30 września 1996 | CA Platense – Huracán Corrientes 0:1 Julio César Marinilli                                                                      |

### Apertura 7
| Data                 | Mecz |
| -------------------- | --- |
| 11 października 1996 | San Lorenzo de Almagro – Gimnasia y Esgrima Jujuy 1:0 Sebastián Abreu                                                           |
| 12 października 1996 | CA Colón – Racing Club de Avellaneda 0:2 Martín Raúl Vilallonga, Esteban Óscar Fuertes                                          |
| 13 października 1996 | Club Atlético Lanús – Estudiantes La Plata 0:0                                                                                  |
| 13 października 1996 | Huracán Corrientes – Rosario Central 1:1 Rafael Bianchi – Martín Cardetti                                                       |
| 13 października 1996 | River Plate – CA Platense 4:1 Julio Ricardo Cruz (2), Roberto Monserrat, Marcelo Salas – Adrián Norberto Coria                  |
| 13 października 1996 | Ferro Carril Oeste – Boca Juniors 3:1 Rubén Darío Piaggio (3) – Sebastián Rambert                                               |
| 13 października 1996 | Newell’s Old Boys – Deportivo Español 2:0 Bruno Giménez, Ricardo Rocha mecz rozegrany został na stadionie klubu Rosario Central |
| 13 października 1996 | CA Vélez Sarsfield – CA Huracán 2:1 Patricio Alejandro Camps, Darío Fernando Husaín – Antonio Daniel Barijho                    |
| 13 października 1996 | Independiente – CA Banfield 1:1 Cristián Leonel Díaz – Alejandro Rubén Glaría                                                   |
| 14 października 1996 | Gimnasia y Esgrima La Plata – Unión Santa Fe 1:1 Guillermo Barros Schelotto (k) – Óscar Armando Gómez                           |

### Apertura 8
| Data                 | Mecz |
| -------------------- | --- |
| 18 października 1996 | CA Huracán – Independiente 1:1 Norberto Antonio Fernández – Albeiro Usuriaga                                                                               |
| 19 października 1996 | Estudiantes La Plata – San Lorenzo de Almagro 1:0 Martín Alejandro Fúriga                                                                                  |
| 20 października 1996 | CA Colón – Club Atlético Lanús 0:1 Ariel Maximiliano López                                                                                                 |
| 20 października 1996 | CA Banfield – Gimnasia y Esgrima La Plata 0:2 Guillermo Barros Schelotto, Andrés Guglielminpietro                                                          |
| 20 października 1996 | Racing Club de Avellaneda – Unión Santa Fe 2:1 Esteban Óscar Fuertes, Martín Raúl Vilallonga – Carlos Javier Mac Allister s                                |
| 20 października 1996 | Gimnasia y Esgrima Jujuy – Huracán Corrientes 0:0 |
| 20 października 1996 | Rosario Central – River Plate 2:5 Martín Cardetti, Rubén Fernando Da Silva (k) – Enzo Francescoli (2), Roberto Monserrat, Julio Ricardo Cruz, Ariel Ortega |
| 20 października 1996 | Boca Juniors – Newell’s Old Boys 2:1 Hugo Romeo Guerra (2) – Bruno Giménez                                                                                 |
| 20 października 1996 | Deportivo Español – CA Vélez Sarsfield 1:2 Carlos Javier Odriozola (k) – Patricio Alejandro Camps, Martín Posse (k)                                        |
| 21 października 1996 | CA Platense – Ferro Carril Oeste 1:0 Alberto Javier Godoy                                                                                                  |

### Apertura 9
| Data                 | Mecz |
| -------------------- | --- |
| 25 października 1996 | River Plate – Gimnasia y Esgrima Jujuy 3:0 Ariel Ortega, Juan Pablo Sorín, Julio Ricardo Cruz                                                                    |
| 26 października 1996 | Gimnasia y Esgrima La Plata – CA Huracán 1:0 Andrés Guglielminpietro                                                                                             |
| 27 października 1996 | Huracán Corrientes – Estudiantes La Plata 2:2 Fabián Óscar Fernández, Rafael Bianchi – Martín Alejandro Fúriga, Fernando Gastón Córdoba                          |
| 27 października 1996 | San Lorenzo de Almagro – CA Colón 4:1 Sebastián Abreu, Juan Ramón Fleita, Óscar Alfredo Ruggeri, Ariel Alfredo Montenegro – Víctor Javier Müller                 |
| 27 października 1996 | Club Atlético Lanús – Racing Club de Avellaneda 1:1 Ariel Maximiliano López – Fernando Héctor Quiroz                                                             |
| 27 października 1996 | Unión Santa Fe – CA Banfield 3:1 Carlos Martín Mazzoni, Eduardo José Magnín, Pablo Marcelo Bezombé – Ariel Damián Graña                                          |
| 27 października 1996 | Ferro Carril Oeste – Rosario Central 1:3 Gustavo Enrique Reggi – Eduardo Germán Coudet, Martín Cardetti, Rafael Nazareno Maceratesi                              |
| 27 października 1996 | CA Vélez Sarsfield – Boca Juniors 1:1 Patricio Alejandro Camps – Julio César Toresani                                                                            |
| 27 października 1996 | Independiente – Deportivo Español 2:2 Jorge Daniel Martínez (2) – Gustavo Héctor Grondona, Walter Adrián Parodi                                                  |
| 28 października 1996 | Newell’s Old Boys – CA Platense 2:2 Ricardo Rocha, Diego Jesús Quintana – Adrián Norberto Coria (2, 1k) mecz rozegrany został na stadionie klubu Rosario Central |

### Apertura 10
| Data             | Mecz |
| ---------------- | --- |
| 1 listopada 1996 | Estudiantes La Plata – River Plate 0:1 Marcelo Escudero 59 mecz rozegrany został na stadionie klubu CA Vélez Sarsfield                                                              |
| 2 listopada 1996 | CA Colón – Huracán Corrientes 1:1 Marcelo Saralegui 53 – Fabián Óscar Fernández 21                                                                                                  |
| 2 listopada 1996 | Racing Club de Avellaneda – CA Banfield 1:0 Fernando Héctor Quiroz 5 |
| 3 listopada 1996 | Club Atlético Lanús – San Lorenzo de Almagro 3:1 Óscar Alcides Mena 13k, Hugo Morales 81, Walter Gastón Coyette 90 – Néstor Gorosito 87                                             |
| 3 listopada 1996 | Deportivo Español – Gimnasia y Esgrima La Plata 1:2 Pablo César Fernández 80 – Gustavo Barros Schelotto 12, Roberto Carlos Sosa 55                                                  |
| 3 listopada 1996 | CA Huracán – Unión Santa Fe 3:0 Gabriel Leonardo Lettieri 3, 57, Norberto Antonio Fernández 53                                                                                      |
| 3 listopada 1996 | Gimnasia y Esgrima Jujuy – Ferro Carril Oeste 2:2 Damián Norberto Alarcón 55, Jaime Ramón Garcete 65 – Diego Daniel Bustos 12, Víctor Manuel López 72                               |
| 3 listopada 1996 | Rosario Central – Newell’s Old Boys 1:1 Damián Gonzalo Facciuto 21 – Mauro Gerk 8                                                                                                   |
| 3 listopada 1996 | CA Platense – CA Vélez Sarsfield 4:4 Alberto Javier Godoy 4, Fernando Clemente Di Carlo 33, 44, 45 – Marcelo Hugo Herrera 31, Guillermo Carlos Morigi 37, 84, Christian Bassedas 89 |
| 3 listopada 1996 | Boca Juniors – Independiente 0:1 Francisco Gabriel Guerrero 86 |

### Apertura 11
| Data             | Mecz |
| ---------------- | --- |
| 5 listopada 1996 | River Plate – CA Colón 3:0 Ariel Ortega 9, Julio Ricardo Cruz 53, Marcelo Escudero 87 |
| 5 listopada 1996 | CA Vélez Sarsfield – Rosario Central 4:4 Rubén Ariel Chávez 89s, Patricio Alejandro Camps 37, 86, Raúl Cardozo 52 – Gabriel Alejandro Loeschbor 43, Rubén Fernando Da Silva 45, 71k, Rafael Nazareno Maceratesi 85 |
| 6 listopada 1996 | Ferro Carril Oeste – Estudiantes La Plata 3:2 Rubén Darío Piaggio 18, Jorge Miguel Gonçalves 71, Miguel Ángel Vargas 73 – Martín Palermo 37, Leonardo Alfredo Ramos 79                                             |
| 6 listopada 1996 | Huracán Corrientes – Club Atlético Lanús 1:1 Fabián Óscar Fernández 9 – Claudio Marcelo Enría 44 |
| 6 listopada 1996 | Unión Santa Fe – Deportivo Español 1:1 Eduardo José Magnín 21 – Pablo César Fernández 6 |
| 6 listopada 1996 | Newell’s Old Boys – Gimnasia y Esgrima Jujuy 3:1 Hernán Dario Franco 9, Mauro Gerk 16, Gastón Ricardo Liendo 67 – Carlos Enrique Garnier 8 mecz rozegrany został na stadionie klubu Rosario Central                |
| 7 listopada 1996 | San Lorenzo de Almagro – Racing Club de Avellaneda 3:0 Óscar Alfredo Ruggeri 12, Silas 68, Silvano Sergio Maciel 89                                                                                                |
| 7 listopada 1996 | Gimnasia y Esgrima La Plata – Boca Juniors 1:1 Guillermo Barros Schelotto (k) – Sebastián Rambert |
| 7 listopada 1996 | CA Banfield – CA Huracán 1:2 Sergio Germán Sánchez 72 – Emiliano Manuel Romay 41, 90 |
| 7 listopada 1996 | Independiente – CA Platense 1:4 José Luis Calderón 81 – Adrián Norberto Coria 31, 62k, 82, Fernando Clemente Di Carlo 80                                                                                           |

### Apertura 12
| Data              | Mecz |
| ----------------- | --- |
| 9 listopada 1996  | San Lorenzo de Almagro – Huracán Corrientes 4:2 Silas 28, 73, Óscar Alfredo Ruggeri 58, Silvano Sergio Maciel 66 – Fabián Óscar Fernández 38, Luis Ernesto Sosa 87                        |
| 9 listopada 1996  | Gimnasia y Esgrima Jujuy – CA Vélez Sarsfield 1:1 José Batista 87k – Guillermo Carlos Morigi 53                                                                                           |
| 10 listopada 1996 | Estudiantes La Plata – Newell’s Old Boys 0:5 Mauro Gerk 15, 66, Bruno Giménez 47k, 52, Mariano Dalla Líbera 61                                                                            |
| 10 listopada 1996 | CA Colón – Ferro Carril Oeste 1:1 Diego Cristián Castagno 38 – Diego Daniel Bustos 19 |
| 10 listopada 1996 | Club Atlético Lanús – River Plate 3:1 Hugo Morales 51, Ariel Maximiliano López 56, Claudio Marcelo Enría 57 – Marcelo Gallardo (k)                                                        |
| 10 listopada 1996 | CA Platense – Gimnasia y Esgrima La Plata 3:1 Adrián Norberto Coria 15, Fernando Clemente Di Carlo 44, 89 – Andrés Guglielminpietro 24                                                    |
| 10 listopada 1996 | Boca Juniors – Unión Santa Fe 2:0 Hugo Romeo Guerra 40, Fernando Cáceres 64 |
| 10 listopada 1996 | Racing Club de Avellaneda – CA Huracán 6:1 Ignacio Carlos González 22k, 29k, Esteban Óscar Fuertes 31, Rubén Óscar Capria 56, 65, Carlos Alberto Galván 61 – Pedro D. Barrios Delgado 71k |
| 10 listopada 1996 | Rosario Central – Independiente 3:1 Rafael Nazareno Maceratesi 14, 31, Rubén Fernando Da Silva 52 – José Luis Calderón 26                                                                 |
| 11 listopada 1996 | Deportivo Español – CA Banfield 0:0 |

### Apertura 13
| Data              | Mecz |
| ----------------- | --- |
| 15 listopada 1996 | Independiente – Gimnasia y Esgrima Jujuy 1:0 Pablo Rotchen 74 |
| 16 listopada 1996 | Huracán Corrientes – Racing Club de Avellaneda 2:3 Andrés Ernesto Gaitán 7, Fabián Óscar Fernández 9 – Marcelo Delgado 35, Esteban Óscar Fuertes 50, Ignacio Carlos González 62k |
| 17 listopada 1996 | CA Vélez Sarsfield – Estudiantes La Plata 0:2 Fernando Gastón Córdoba 23k, Fabio Héctor Nigro 39                                                                                 |
| 17 listopada 1996 | Ferro Carril Oeste – Club Atlético Lanús 1:2 Gustavo Enrique Reggi 74 – Ariel Maximiliano López 8, 71                                                                            |
| 17 listopada 1996 | River Plate – San Lorenzo de Almagro 4:0 Julio Ricardo Cruz 24, 87, Marcelo Salas 42, Ramón Medina Bello 85                                                                      |
| 17 listopada 1996 | Gimnasia y Esgrima La Plata – Rosario Central 1:2 Roberto Carlos Sosa 73 – Horacio Carbonari 30, Martín Cardetti 62                                                              |
| 17 listopada 1996 | Unión Santa Fe – CA Platense 0:1 Fernando Clemente Di Carlo 75 |
| 17 listopada 1996 | CA Banfield – Boca Juniors 3:1 Walter Óscar Lemma 6, Juan Raúl Arce 29, Guido Virgilio Alvarenga 34 – Sebastián Rambert 87k                                                      |
| 17 listopada 1996 | CA Huracán – Deportivo Español 1:0 Claudio Omar García 78 |
| 18 listopada 1996 | Newell’s Old Boys – CA Colón 1:1 Ricardo Rocha 87 – Cristian Gastón Castillo 81 mecz rozegrany został na stadionie klubu Rosario Central                                         |

### Apertura 14
| Data              | Mecz |
| ----------------- | --- |
| 13 listopada 1996 | Huracán Corrientes – River Plate 1:2 Óscar Milton Alsina – Marcelo Escudero, Sergio Berti                                                                    |
| 22 listopada 1996 | San Lorenzo de Almagro – Ferro Carril Oeste 2:2 Sebastián Abreu 62k, Ariel Alfredo Montenegro 76 – Diego Daniel Bustos 82, Luciano Alejandro Nicotra 85k     |
| 23 listopada 1996 | Estudiantes La Plata – Independiente 1:0 Humberto Fabián Biazotti 84 mecz rozegrany został na stadionie klubu Club Atlético Lanús                            |
| 23 listopada 1996 | CA Colón – CA Vélez Sarsfield 2:1 Mauricio Aníbal Risso 60, 71 – Carlos Daniel Cordone 55                                                                    |
| 23 listopada 1996 | Rosario Central – Unión Santa Fe 1:3 Eduardo Bustos Montoya – Pablo Marcelo Bezombé (2), Carlos L. Rodríguez Ibarra                                          |
| 24 listopada 1996 | Club Atlético Lanús – Newell’s Old Boys 2:0 Ariel Maximiliano López, Ariel Ibagaza                                                                           |
| 24 listopada 1996 | Gimnasia y Esgrima Jujuy – Gimnasia y Esgrima La Plata 1:0 Carlos Morales Santos 66                                                                          |
| 24 listopada 1996 | CA Platense – CA Banfield 2:0 Marcelo Fabián Romagnoli, Fernando Clemente Di Carlo (k)                                                                       |
| 24 listopada 1996 | Boca Juniors – CA Huracán 6:0 Julio César Toresani 15, Sebastián Rambert 40k, Néstor Fabbri 45k, Gabriel Cedrés 67, Diego Latorre 71, Juan Román Riquelme 82 |
| 24 listopada 1996 | Racing Club de Avellaneda – Deportivo Español 0:0 |

### Apertura 15
| Data              | Mecz |
| ----------------- | --- |
| 26 listopada 1996 | CA Banfield – Rosario Central 1:1 Mariano Alejandro Campodónico – Damián Gonzalo Facciuto                                                                                         |
| 26 listopada 1996 | CA Huracán – CA Platense 1:1 Antonio Daniel Barijho – Norberto Ortega Sánchez |
| 26 listopada 1996 | Deportivo Español – Boca Juniors 1:1 Pablo Adrián Guede – Gabriel Cedrés |
| 27 listopada 1996 | Gimnasia y Esgrima La Plata – Estudiantes La Plata 0:0 |
| 27 listopada 1996 | Independiente – CA Colón 2:1 Raúl Alfredo Cascini, José Fabián Albornoz – Hugo Ibarra                                                                                             |
| 27 listopada 1996 | CA Vélez Sarsfield – Club Atlético Lanús 2:0 Christian Bassedas, Patricio Alejandro Camps                                                                                         |
| 27 listopada 1996 | Newell’s Old Boys – San Lorenzo de Almagro 0:2 Sebastián Abreu (2) mecz rozegrany został na stadionie klubu Rosario Central                                                       |
| 27 listopada 1996 | Ferro Carril Oeste – Huracán Corrientes 5:1 Gustavo Enrique Reggi (2), Diego Daniel Bustos (2), Claudio M. Vidal – Luis Ernesto Sosa                                              |
| 27 listopada 1996 | Unión Santa Fe – Gimnasia y Esgrima Jujuy 2:0 J. Faría, Héctor Hernán Sánchez |
| 4 grudnia 1996    | River Plate – Racing Club de Avellaneda 4:3 Enzo Francescoli (2, 1k), Ariel Ortega, Juan Pablo Sorín – Esteban Óscar Fuertes, Ignacio Carlos González (k), Fernando Héctor Quiroz |

### Apertura 16
| Data              | Mecz |
| ----------------- | --- |
| 29 listopada 1996 | San Lorenzo de Almagro – CA Vélez Sarsfield 1:0 Óscar Alfredo Ruggeri                                                                                         |
| 30 listopada 1996 | Club Atlético Lanús – Independiente 1:2 Daniel Óscar Cravero – José Luis Calderón (2)                                                                         |
| 1 grudnia 1996    | Estudiantes La Plata – Unión Santa Fe 1:0 Martín Palermo |
| 1 grudnia 1996    | CA Colón – Gimnasia y Esgrima La Plata 3:1 Hugo Ibarra, Nelson Omar Agoglia, Cristian Gastón Castillo – Ariel Gustavo Pereyra                                 |
| 1 grudnia 1996    | Huracán Corrientes – Newell’s Old Boys 4:1 Rafael Bianchi (2), Josemir Lujambio (2) – Bruno Giménez                                                           |
| 1 grudnia 1996    | River Plate – Ferro Carril Oeste 5:1 Ariel Ortega (2), Marcelo Salas (2), Roberto Monserrat – Gustavo Enrique Reggi                                           |
| 1 grudnia 1996    | Racing Club de Avellaneda – Boca Juniors 4:2 Sebastián Brusco, Marcelo Delgado, Ignacio Carlos González (k), Claudio Javier Marini – Julio César Toresani (2) |
| 1 grudnia 1996    | Gimnasia y Esgrima Jujuy – CA Banfield 4:1 Marcelo Andrés Trimarchi, Carlos Enrique Garnier, Carlos Morales Santos (2) – Mariano Alejandro Campodónico        |
| 1 grudnia 1996    | Rosario Central – CA Huracán 1:1 Rubén Fernando Da Silva – Matías Biscay                                                                                      |
| 2 grudnia 1996    | CA Platense – Deportivo Español 1:1 Fernando Clemente Di Carlo – Gustavo Javier Artaza                                                                        |

### Apertura 17
| Data            | Mecz |
| --------------- | --- |
| 6 grudnia 1996  | Boca Juniors – CA Platense 4:1 Julio César Toresani, Gabriel Cedrés (2), Diego Latorre – Adrián Norberto Coria                                            |
| 7 grudnia 1996  | CA Vélez Sarsfield – Huracán Corrientes 0:3 Rafael Bianchi (2), Óscar Milton Alsina                                                                       |
| 8 grudnia 1996  | CA Banfield – Estudiantes La Plata 0:4 Martín Alejandro Fúriga (2), Lionel Scaloni, Martín Palermo                                                        |
| 8 grudnia 1996  | Unión Santa Fe – CA Colón 1:1 Carlos Martín Mazzoni – Mauricio Aníbal Risso                                                                               |
| 8 grudnia 1996  | Independiente – San Lorenzo de Almagro 2:0 Ángel Alejandro Morales, José Luis Calderón                                                                    |
| 8 grudnia 1996  | Newell’s Old Boys – River Plate 1:3 Julio César Saldaña – Santiago Solari (2), Roberto Monserrat mecz rozegrany został na stadionie klubu Rosario Central |
| 8 grudnia 1996  | Ferro Carril Oeste – Racing Club de Avellaneda 1:1 Gustavo Enrique Reggi – Roberto Carlos Saavedra                                                        |
| 8 grudnia 1996  | CA Huracán – Gimnasia y Esgrima Jujuy 2:3 Claudio Omar García, Pedro D. Barrios Delgado (k) – Carlos Enrique Garnier (2), Juan Carlos Barrionuevo         |
| 8 grudnia 1996  | Deportivo Español – Rosario Central 2:3 Carlos Javier Odriozola, Germán Ricardo Martelotto – Martín Cardetti (2), Damián Gonzalo Facciuto                 |
| 10 grudnia 1996 | Gimnasia y Esgrima La Plata – Club Atlético Lanús 0:0 |

### Apertura 18
| Data            | Mecz |
| --------------- | --- |
| 16 grudnia 1996 | Ferro Carril Oeste – Newell’s Old Boys 0:0                                                                                                  |
| 17 grudnia 1996 | San Lorenzo de Almagro – Gimnasia y Esgrima La Plata 1:2 Silas – Carlos Federico Lagorio, Ariel Gustavo Pereyra                             |
| 17 grudnia 1996 | Gimnasia y Esgrima Jujuy – Deportivo Español 1:1 Carlos Enrique Garnier – Paolo Daniel Frangipane                                           |
| 18 grudnia 1996 | Estudiantes La Plata – CA Huracán 3:1 Martín Alejandro Fúriga, Lionel Scaloni, Juan Manuel Azconzábal – Claudio Omar García                 |
| 18 grudnia 1996 | CA Colón – CA Banfield 6:0 Nelson Omar Agoglia, Mauricio Aníbal Risso (3), Hugo Ibarra, Marcelo Saralegui                                   |
| 18 grudnia 1996 | Club Atlético Lanús – Unión Santa Fe 0:0 |
| 18 grudnia 1996 | Huracán Corrientes – Independiente 3:2 Rafael Bianchi, Luis Ernesto Sosa (2) – Claudio David Arzeno (2, 1k)                                 |
| 18 grudnia 1996 | River Plate – CA Vélez Sarsfield 3:0 Marcelo Salas (2), Roberto Monserrat                                                                   |
| 18 grudnia 1996 | Rosario Central – Boca Juniors 4:2 Martín Cardetti (2), Horacio Carbonari, Rubén Fernando Da Silva – Juan Román Riquelme, Diego Latorre (k) |
| 18 grudnia 1996 | Racing Club de Avellaneda – CA Platense 1:0 Roberto Carlos Saavedra                                                                         |

### Apertura 19
| Data            | Mecz |
| --------------- | --- |
| 20 grudnia 1996 | CA Vélez Sarsfield – Ferro Carril Oeste 0:2 Gustavo Enrique Reggi, Miguel Ángel Vargas |
| 21 grudnia 1996 | Newell’s Old Boys – Racing Club de Avellaneda 1:0 Diego Jesús Quintana mecz rozegrany został na stadionie klubu Rosario Central                                                                     |
| 22 grudnia 1996 | Deportivo Español – Estudiantes La Plata 2:2 Pablo Adrián Guede, Pablo César Fernández – Martín Alejandro Fúriga, Martín Palermo                                                                    |
| 22 grudnia 1996 | CA Huracán – CA Colón 0:1 Héctor Rodríguez Peña (k) |
| 22 grudnia 1996 | CA Banfield – Club Atlético Lanús 0:1 Óscar Alcides Mena |
| 22 grudnia 1996 | Unión Santa Fe – San Lorenzo de Almagro 2:0 Óscar Armando Gómez, Fernando Martín Perezlindo |
| 22 grudnia 1996 | Gimnasia y Esgrima La Plata – Huracán Corrientes 6:3 Guillermo Barros Schelotto (4, 2k), Gustavo Barros Schelotto, Guillermo Sanguinetti – Luis Ernesto Sosa, Rafael Bianchi, Julio César Marinilli |
| 22 grudnia 1996 | Independiente – River Plate 3:1 José Luis Calderón (2), Francisco Gabriel Guerrero – Cristián Leonel Díaz s                                                                                         |
| 22 grudnia 1996 | Boca Juniors – Gimnasia y Esgrima Jujuy 0:1 Marcelo Andrés Trimarchi |
| 23 grudnia 1996 | CA Platense – Rosario Central 1:3 Marcelo Fabián Romagnoli – Zinho, Martín Cardetti, Rubén Fernando Da Silva                                                                                        |

### Tabela końcowa Apertura 1996/1997
| Poz | Klub                           | Mecze | Zw | Rem | Por | Pkt | BrZd | BrStr |
| --- | ------------------------------ | ----- | -- | --- | --- | --- | ---- | ----- |
| 1   | River Plate                    | 19    | 15 | 1   | 3   | 46  | 52   | 22    |
| 2   | Independiente                  | 19    | 11 | 4   | 4   | 37  | 34   | 22    |
| 3   | Club Atlético Lanús            | 19    | 10 | 7   | 2   | 37  | 23   | 12    |
| 4   | Racing Club de Avellaneda      | 19    | 9  | 5   | 5   | 32  | 31   | 24    |
| 5   | Rosario Central                | 19    | 8  | 7   | 4   | 31  | 35   | 28    |
| 6   | Gimnasia y Esgrima La Plata    | 19    | 7  | 6   | 6   | 27  | 21   | 20    |
| 7   | San Lorenzo de Almagro         | 19    | 8  | 3   | 8   | 27  | 24   | 24    |
| 8   | CA Colón                       | 19    | 6  | 8   | 5   | 26  | 26   | 24    |
| 9   | Newell’s Old Boys              | 19    | 7  | 5   | 7   | 26  | 24   | 26    |
| 10  | Boca Juniors                   | 19    | 7  | 4   | 8   | 25  | 36   | 33    |
| 11  | Estudiantes La Plata           | 19    | 7  | 4   | 8   | 25  | 27   | 28    |
| 12  | Gimnasia y Esgrima Jujuy       | 19    | 6  | 7   | 6   | 25  | 18   | 19    |
| 13  | CA Vélez Sarsfield             | 19    | 6  | 5   | 8   | 23  | 29   | 33    |
| 14  | Ferro Carril Oeste             | 19    | 5  | 7   | 7   | 22  | 32   | 34    |
| 15  | CA Platense                    | 19    | 5  | 6   | 8   | 21  | 25   | 30    |
| 16  | Unión Santa Fe                 | 19    | 5  | 5   | 9   | 20  | 24   | 27    |
| 17  | Huracán Corrientes             | 19    | 4  | 7   | 8   | 19  | 31   | 40    |
| 18  | Deportivo Español Buenos Aires | 19    | 2  | 10  | 7   | 16  | 18   | 25    |
| 19  | CA Huracán                     | 19    | 3  | 7   | 9   | 16  | 21   | 36    |
| 20  | CA Banfield                    | 19    | 3  | 4   | 12  | 13  | 14   | 38    |

## Torneo Clausura 1996/1997

### Clausura 1
| Data           | Mecz |
| -------------- | --- |
| 21 lutego 1997 | Independiente – Ferro Carril Oeste 2:2 José Luis Calderón, Francisco Gabriel Guerrero – Jorge Luis Cordon, Rubén Darío Piaggio |
| 22 lutego 1997 | Rosario Central – Racing Club de Avellaneda 5:0 Omar Arnaldo Palma, Rubén Fernando Da Silva (2), Zinho, Martín Cardetti        |
| 23 lutego 1997 | Boca Juniors – Estudiantes La Plata 2:1 Néstor Fabbri, Diego Latorre – Rodolfo Arruabarrena s                                  |
| 23 lutego 1997 | CA Huracán – Club Atlético Lanús 0:0                                                                                           |
| 23 lutego 1997 | CA Banfield – San Lorenzo de Almagro 1:1 Walter Adrián Viqueira – Sebastián Abreu                                              |
| 23 lutego 1997 | Unión Santa Fe – Huracán Corrientes 0:0                                                                                        |
| 23 lutego 1997 | Gimnasia y Esgrima La Plata – River Plate 0:2 Julio Ricardo Cruz, Enzo Francescoli                                             |
| 23 lutego 1997 | CA Vélez Sarsfield – Newell’s Old Boys 1:1 José Luis Chilavert (k) – Julio César Saldaña                                       |
| 23 lutego 1997 | CA Platense – Gimnasia y Esgrima Jujuy 1:1 Christian Fabián Díaz – Carlos Ramón Rosas (k)                                      |
| 24 lutego 1997 | Deportivo Español – CA Colón 1:1 Germán Ricardo Martelotto – Gustavo Sandoval                                                  |

### Clausura 2
| Data           | Mecz |
| -------------- | --- |
| 28 lutego 1997 | River Plate – Unión Santa Fe 4:0 Marcelo Gallardo, Julio Ricardo Cruz (2), Enzo Francescoli                                                                             |
| 1 marca 1997   | Club Atlético Lanús – Deportivo Español 1:2 Gustavo Lionel Siviero – Pablo César Fernández (k), Gastón Ariel Escudero                                                   |
| 1 marca 1997   | CA Colón – Boca Juniors 1:0 Cristian Gastón Castillo |
| 2 marca 1997   | Estudiantes La Plata – CA Platense 1:2 Martín Palermo – Fernando Clemente Di Carlo, Pablo Carlos Erbín                                                                  |
| 2 marca 1997   | San Lorenzo de Almagro – CA Huracán 5:1 Néstor Gorosito (k), Sebastián Abreu, Silas, Luis Fernando García Carneiro, Claudio Alejandro Rivadero – Antonio Daniel Barijho |
| 2 marca 1997   | Huracán Corrientes – CA Banfield 1:1 Fabián Óscar Fernández – Néstor Craviotto                                                                                          |
| 2 marca 1997   | Ferro Carril Oeste – Gimnasia y Esgrima La Plata 0:0 |
| 2 marca 1997   | Newell’s Old Boys – Independiente 2:1 Bruno Giménez (2, 2k) – Jorge Burruchaga (k) mecz rozegrany został na stadionie klubu Rosario Central                             |
| 2 marca 1997   | Racing Club de Avellaneda – CA Vélez Sarsfield 2:0 Claudio Javier Marini, Rubén Óscar Capria                                                                            |
| 2 marca 1997   | Gimnasia y Esgrima Jujuy – Rosario Central 1:1 Carlos M. Rosas – Martín Cardetti                                                                                        |

### Clausura 3
| Data         | Mecz |
| ------------ | --- |
| 4 marca 1997 | Boca Juniors – Club Atlético Lanús 1:1 Diego Latorre – Ariel Maximiliano López                                                               |
| 4 marca 1997 | Deportivo Español – San Lorenzo de Almagro 2:3 Juan Martín Parodi, Jorge Almirón – Óscar Alfredo Ruggeri, Néstor Gorosito, Juan Ramón Fleita |
| 4 marca 1997 | CA Huracán – Huracán Corrientes 1:1 Hugo Romeo Guerra – Josemir Lujambio                                                                     |
| 5 marca 1997 | Rosario Central – Estudiantes La Plata 1:0 Horacio Carbonari                                                                                 |
| 5 marca 1997 | CA Banfield – River Plate 0:2 Celso Ayala, Marcelo Gallardo                                                                                  |
| 5 marca 1997 | Unión Santa Fe – Ferro Carril Oeste 2:1 Silvio René Carrario, Fernando Martín Perezlindo – Alejandro Víctor Giuntini s                       |
| 5 marca 1997 | Gimnasia y Esgrima La Plata – Newell’s Old Boys 1:0 Guillermo Barros Schelotto                                                               |
| 5 marca 1997 | Independiente – CA Vélez Sarsfield 0:3 José Luis Chilavert (k), Martín Posse, Patricio Alejandro Camps                                       |
| 5 marca 1997 | Gimnasia y Esgrima Jujuy – Racing Club de Avellaneda 1:2 Carlos Morales Santos – Marcelo Delgado, Pablo Andrés Michelini                     |
| 6 marca 1997 | CA Platense – CA Colón 2:2 Rodolfo Gustavo Aquino s, Marcelo Fabián Romagnoli – Rodolfo Gustavo Aquino (2)                                   |

### Clausura 4
| Data          | Mecz |
| ------------- | --- |
| 7 marca 1997  | CA Vélez Sarsfield – Gimnasia y Esgrima La Plata 1:0 Patricio Alejandro Camps                                                             |
| 8 marca 1997  | Newell’s Old Boys – Unión Santa Fe 2:1 Bruno Giménez (2) – Pablo Marcelo Bezombe mecz rozegrany został na stadionie klubu Rosario Central |
| 9 marca 1997  | Estudiantes La Plata – Gimnasia y Esgrima Jujuy 3:2 Martín Palermo (2), Lionel Scaloni – Carlos M. Rosas (k), Marcelo Andrés Trimarchi    |
| 9 marca 1997  | CA Colón – Rosario Central 2:0 Marcelo Saralegui (k), Rodolfo Gustavo Aquino                                                              |
| 9 marca 1997  | San Lorenzo de Almagro – Boca Juniors 4:0 Néstor Gorosito (2, 1k), Silas (2)                                                              |
| 9 marca 1997  | Huracán Corrientes – Deportivo Español 2:2 Josemir Lujambio (k), Luis Ernesto Sosa – Gastón Ariel Escudero (2, 1k)                        |
| 9 marca 1997  | River Plate – CA Huracán 3:0 Enzo Francescoli (2, 1k), Juan Pablo Sorín                                                                   |
| 9 marca 1997  | Ferro Carril Oeste – CA Banfield 0:1 Marcelo Fabián Berza                                                                                 |
| 9 marca 1997  | Racing Club de Avellaneda – Independiente 1:2 Claudio Fernando Úbeda – José Luis Calderón (2, 1k)                                         |
| 10 marca 1997 | Club Atlético Lanús – CA Platense 2:0 Ariel Maximiliano López, Ariel Ibagaza                                                              |

### Clausura 5
| Data          | Mecz |
| ------------- | --- |
| 14 marca 1997 | Boca Juniors – Huracán Corrientes 4:1 Sergio Daniel Martínez (4) – Josemir Lujambio (k)                                                                                   |
| 15 marca 1997 | Gimnasia y Esgrima La Plata – Independiente 2:1 Sebastián Ariel Romero (2) – Roberto Acuña (k)                                                                            |
| 16 marca 1997 | Racing Club de Avellaneda – Estudiantes La Plata 1:0 Martín Raúl Vilallonga                                                                                               |
| 16 marca 1997 | Gimnasia y Esgrima Jujuy – CA Colón 1:4 Carlos Casartelli – Rodolfo Gustavo Aquino (2), Víctor Javier Müller, Adrián Alberto Gorostidi                                    |
| 16 marca 1997 | Rosario Central – Club Atlético Lanús 0:0 |
| 16 marca 1997 | CA Platense – San Lorenzo de Almagro 3:1 Fernando Clemente Di Carlo (2), Fabio Gabriel Lenguita – Silas                                                                   |
| 16 marca 1997 | Deportivo Español – River Plate 1:1 Osvaldo Francisco Canobbio – Roberto Monserrat                                                                                        |
| 16 marca 1997 | CA Huracán – Ferro Carril Oeste 3:4 Hugo Rolando Corbalán, Matías Biscay (k), Emiliano Manuel Romay – Diego Daniel Bustos, Gustavo Enrique Reggi (2), Rubén Darío Piaggio |
| 16 marca 1997 | Unión Santa Fe – CA Vélez Sarsfield 1:0 Fernando Martín Perezlindo |
| 17 marca 1997 | CA Banfield – Newell’s Old Boys 2:3 Walter Luis Pelletti (2) – Hernán Dario Franco, Pablo Horacio Guiñazú, Gastón Ricardo Liendo                                          |

### Clausura 6
| Data          | Mecz |
| ------------- | --- |
| 21 marca 1997 | San Lorenzo de Almagro – Rosario Central 3:1 Sebastián Abreu (2), Rubén Ariel Chávez s – Omar Arnaldo Palma                                                                                       |
| 22 marca 1997 | Newell’s Old Boys – CA Huracán 2:0 Bruno Giménez, René Eduardo Zamora |
| 23 marca 1997 | CA Colón – Estudiantes La Plata 3:1 Cristian Gastón Castillo (2), Marcelo Saralegui (k) – Bernardo Romeo                                                                                          |
| 23 marca 1997 | Gimnasia y Esgrima La Plata – Racing Club de Avellaneda 1:0 Sebastián Ariel Romero |
| 23 marca 1997 | Club Atlético Lanús – Gimnasia y Esgrima Jujuy 1:1 Claudio Marcelo Enría – Marcelo Andrés Trimarchi                                                                                               |
| 23 marca 1997 | Huracán Corrientes – CA Platense 1:1 Hernán Darío Ortiz – Fernando Clemente Di Carlo |
| 23 marca 1997 | River Plate – Boca Juniors 3:3 Sergio Berti, Facundo Villalba, Celso Ayala – Gabriel Cedrés, Sergio Daniel Martínez (2)                                                                           |
| 23 marca 1997 | CA Vélez Sarsfield – CA Banfield 2:1 Patricio Alejandro Camps, Guillermo Carlos Morigi – Juan Raúl Arce                                                                                           |
| 23 marca 1997 | Independiente – Unión Santa Fe 4:4 Albeiro Usuriaga, Francisco Gabriel Guerrero, Jorge Burruchaga, Jorge Daniel Martínez – Darío Gabriel Cabrol (2, 1k), Carlos Sebastián Clotet, José Luis Marzo |
| 24 marca 1997 | Ferro Carril Oeste – Deportivo Español 2:1 Mario Óscar Marcelo, Gustavo Enrique Reggi – Walter Adrián Parodi                                                                                      |

### Clausura 7
| Data            | Mecz |
| --------------- | --- |
| 4 kwietnia 1997 | Racing Club de Avellaneda – CA Colón 1:1 Rubén Óscar Capria – Rodolfo Gustavo Aquino                                   |
| 5 kwietnia 1997 | Gimnasia y Esgrima Jujuy – San Lorenzo de Almagro 2:1 Manuel Alfredo Guerrero, Carlos M. Rosas – Claudio Darío Biaggio |
| 6 kwietnia 1997 | Estudiantes La Plata – Club Atlético Lanús 0:0                                                                         |
| 6 kwietnia 1997 | Unión Santa Fe – Gimnasia y Esgrima La Plata 2:1 Darío Gabriel Cabrol (k), Silvio René Carrario – Facundo Sava         |
| 6 kwietnia 1997 | Rosario Central – Huracán Corrientes 0:0                                                                               |
| 6 kwietnia 1997 | CA Platense – River Plate 1:2 Cristián Favre – Juan Pablo Sorín, Facundo Villalba                                      |
| 6 kwietnia 1997 | Boca Juniors – Ferro Carril Oeste 1:1 Sergio Daniel Martínez – Rodolfo Gustavo Flores                                  |
| 6 kwietnia 1997 | CA Huracán – CA Vélez Sarsfield 3:1 Mario Daniel Conti, Sixto Peralta, Claudio Omar García – Carlos Daniel Cordone     |
| 6 kwietnia 1997 | CA Banfield – Independiente 0:2 José Luis Calderón (2)                                                                 |
| 7 kwietnia 1997 | Deportivo Español – Newell’s Old Boys 0:1 Bruno Giménez                                                                |

### Clausura 8
| Data             | Mecz |
| ---------------- | --- |
| 11 kwietnia 1997 | San Lorenzo de Almagro – Estudiantes La Plata 0:1 Bernardo Romeo |
| 13 kwietnia 1997 | Club Atlético Lanús – CA Colón 3:4 Walter Gastón Coyette (2, 1k), Ariel Maximiliano López – Marcelo Saralegui (2), Adrián Alberto Gorostidi, Rodolfo Gustavo Aquino |
| 13 kwietnia 1997 | Gimnasia y Esgrima La Plata – CA Banfield 3:1 Roberto Carlos Sosa, Guillermo Sanguinetti, Guillermo Barros Schelotto – Walter Luis Pelletti                         |
| 13 kwietnia 1997 | Unión Santa Fe – Racing Club de Avellaneda 1:1 José Luis Marzo – Marcelo Delgado                                                                                    |
| 13 kwietnia 1997 | Huracán Corrientes – Gimnasia y Esgrima Jujuy 1:1 Rafael Bianchi – Carlos Morales Santos                                                                            |
| 13 kwietnia 1997 | Independiente – CA Huracán 2:0 Albeiro Usuriaga, José Luis Calderón                                                                                                 |
| 14 kwietnia 1997 | Ferro Carril Oeste – CA Platense 0:1 Fernando Daniel Moner |
| ?? 1997          | Newell’s Old Boys – Boca Juniors 1:1 ? – ? |
| 23 maja 1997     | River Plate – Rosario Central 1:1 Enzo Francescoli – Horacio Carbonari                                                                                              |
| 29 maja 1997     | CA Vélez Sarsfield – Deportivo Español 2:1 José Luis Chilavert, Darío Fernando Husaín – Sergio Raúl Castillo                                                        |

### Clausura 9
| Data             | Mecz |
| ---------------- | --- |
| 18 kwietnia 1997 | Racing Club de Avellaneda – Club Atlético Lanús 1:2 Rubén Óscar Capria – Ariel Maximiliano López, Walter Gastón Coyette          |
| 19 kwietnia 1997 | Gimnasia y Esgrima Jujuy – River Plate 1:1 Carlos Morales Santos – Enzo Francescoli                                              |
| 20 kwietnia 1997 | Estudiantes La Plata – Huracán Corrientes 2:2 Martín Palermo, Bernardo Romeo – Josemir Lujambio, Luis Ernesto Sosa               |
| 20 kwietnia 1997 | CA Colón – San Lorenzo de Almagro 1:0 Maximiliano Pablo Cuberas                                                                  |
| 20 kwietnia 1997 | CA Huracán – Gimnasia y Esgrima La Plata 1:1 Gabriel Leonardo Lettieri – Jorge Héctor San Esteban                                |
| 20 kwietnia 1997 | Rosario Central – Ferro Carril Oeste 1:3 Martín Mariano Boasso – Gustavo Enrique Reggi, Jorge Luis Cordon, Leonel Héctor Martens |
| 20 kwietnia 1997 | CA Platense – Newell’s Old Boys 1:2 Pablo Carlos Erbín – Mariano Dalla Líbera, Julio César Saldaña                               |
| 20 kwietnia 1997 | Boca Juniors – CA Vélez Sarsfield 1:2 Juan Román Riquelme – José Luis Chilavert (k), Guillermo Carlos Morigi                     |
| 20 kwietnia 1997 | Deportivo Español – Independiente 1:1 Walter Adrián Parodi – Jorge Burruchaga (k)                                                |
| 21 kwietnia 1997 | CA Banfield – Unión Santa Fe 1:2 Alejandro Rubén Glaría – Rubén Horacio Gárate, José Luis Marzo                                  |

### Clausura 10
| Data        | Mecz |
| ----------- | --- |
| 2 maja 1997 | River Plate – Estudiantes La Plata 1:4 Marcelo Escudero – Leonardo Alfredo Ramos, Martín Palermo (2), Martín Alejandro Fúriga                        |
| 3 maja 1997 | CA Vélez Sarsfield – CA Platense 0:0 |
| 4 maja 1997 | Huracán Corrientes – CA Colón 2:2 Josemir Lujambio, Diego Raúl Capria Labiste – Cristian Gastón Castillo, Víctor Javier Müller                       |
| 4 maja 1997 | San Lorenzo de Almagro – Club Atlético Lanús 1:0 Néstor Gorosito (k)                                                                                 |
| 4 maja 1997 | Gimnasia y Esgrima La Plata – Deportivo Español 0:0                                                                                                  |
| 4 maja 1997 | Unión Santa Fe – CA Huracán 5:0 Carlos Martín Mazzoni, Eduardo José Magnín, Fernando Martín Perezlindo (2), José Luis Marzo                          |
| 4 maja 1997 | CA Banfield – Racing Club de Avellaneda 1:3 Mariano Alejandro Campodónico (k) – Esteban Óscar Fuertes, Sebastián Brusco, Ignacio Carlos González (k) |
| 4 maja 1997 | Newell’s Old Boys – Rosario Central 0:0 |
| 4 maja 1997 | Independiente – Boca Juniors 2:0 Jorge Burruchaga (2, 1k)                                                                                            |
| 5 maja 1997 | Ferro Carril Oeste – Gimnasia y Esgrima Jujuy 0:0 |

### Clausura 11
| Data         | Mecz |
| ------------ | --- |
| 9 maja 1997  | Boca Juniors – Gimnasia y Esgrima La Plata 6:1 Diego Latorre (2), Sergio Daniel Martínez (4) – Facundo Sava              |
| 10 maja 1997 | Gimnasia y Esgrima Jujuy – Newell’s Old Boys 1:2 Juan Carlos Barrionuevo (k) – Mariano Dalla Líbera, Julio César Saldaña |
| 10 maja 1997 | Rosario Central – CA Vélez Sarsfield 0:1 Flavio Gabriel Zandoná                                                          |
| 11 maja 1997 | Estudiantes La Plata – Ferro Carril Oeste 0:1 Leonel Héctor Martens                                                      |
| 11 maja 1997 | CA Colón – River Plate 5:1 Cristian Gastón Castillo (2), Marcelo Saralegui (3) – Enzo Francescoli                        |
| 11 maja 1997 | Club Atlético Lanús – Huracán Corrientes 1:2 Ariel Maximiliano López – Josemir Lujambio (2)                              |
| 11 maja 1997 | Racing Club de Avellaneda – San Lorenzo de Almagro 2:0 Cristián Bernardo Centeno, Marcelo Delgado                        |
| 11 maja 1997 | Deportivo Español – Unión Santa Fe 2:1 Juan Martín Parodi, Osvaldo Francisco Canobbio – José Luis Marzo                  |
| 11 maja 1997 | CA Huracán – CA Banfield 1:0 Claudio Omar García                                                                         |
| 11 maja 1997 | CA Platense – Independiente 0:3 José Luis Calderón (2), Francisco Gabriel Guerrero                                       |

### Clausura 12
| Data         | Mecz |
| ------------ | --- |
| 13 maja 1997 | CA Huracán – Racing Club de Avellaneda 2:2 Hugo Rolando Corbalán, Daniel Montenegro – Rubén Óscar Capria, Marcelo Delgado                                  |
| 13 maja 1997 | CA Vélez Sarsfield – Gimnasia y Esgrima Jujuy 4:0 Christian Bassedas, Omar Asad, Marcelo Hugo Herrera, Raúl Cardozo                                        |
| 14 maja 1997 | Newell’s Old Boys – Estudiantes La Plata 1:0 Bruno Giménez                                                                                                 |
| 14 maja 1997 | River Plate – Club Atlético Lanús 3:0 Enzo Francescoli (2), Julio Ricardo Cruz                                                                             |
| 14 maja 1997 | Huracán Corrientes – San Lorenzo de Almagro 0:2 Claudio Darío Biaggio, Héctor Mario Núñez                                                                  |
| 14 maja 1997 | Gimnasia y Esgrima La Plata – CA Platense 1:1 Guillermo Barros Schelotto – Fernando Clemente Di Carlo (k)                                                  |
| 14 maja 1997 | Unión Santa Fe – Boca Juniors 3:3 Rubén Horacio Gárate, Fernando Martín Perezlindo, Eduardo José Magnín – Sergio Daniel Martínez (2), Julio César Toresani |
| 14 maja 1997 | CA Banfield – Deportivo Español 1:0 Juan Raúl Arce |
| 14 maja 1997 | Independiente – Rosario Central 2:1 Francisco Gabriel Guerrero, Ángel Alejandro Morales – Rafael Nazareno Maceratesi                                       |
| 15 maja 1997 | Ferro Carril Oeste – CA Colón 2:2 Pablo Alejandro Fiorentini, Víctor Manuel López – Víctor Javier Müller, Rodolfo Gustavo Aquino (k)                       |

### Clausura 13
| Data         | Mecz |
| ------------ | --- |
| 16 maja 1997 | Boca Juniors – CA Banfield 3:1 Sergio Daniel Martínez, Julio César Toresani, Alphonse Tchami – Mariano Alejandro Campodónico                                                                               |
| 17 maja 1997 | Deportivo Español – CA Huracán 0:0 |
| 17 maja 1997 | Gimnasia y Esgrima Jujuy – Independiente 1:4 Gustavo Adolfo Costas – Pedro Domingo Aguirrez s, Favio Damián Fernández, José Luis Calderón, Ángel Alejandro Morales                                         |
| 18 maja 1997 | Estudiantes La Plata – CA Vélez Sarsfield 0:3 Fernando Daniel Pandolfi, Mauricio Pellegrino, Christian Bassedas                                                                                            |
| 18 maja 1997 | CA Colón – Newell’s Old Boys 2:2 Raúl Eduardo Gordillo, Mauricio Aníbal Risso – Mariano Dalla Líbera (k), Bruno Giménez                                                                                    |
| 18 maja 1997 | Club Atlético Lanús – Ferro Carril Oeste 1:1 Gustavo Germán Falaschi – Mario Óscar Marcelo |
| 18 maja 1997 | San Lorenzo de Almagro – River Plate 2:3 Claudio Darío Biaggio (2) – Enzo Francescoli (k), Eduardo Berizzo, Marcelo Salas                                                                                  |
| 18 maja 1997 | Racing Club de Avellaneda – Huracán Corrientes 2:0 José Tiburcio Serrizuela, Nicolás Ignacio Diez |
| 18 maja 1997 | Rosario Central – Gimnasia y Esgrima La Plata 3:3 Germán Ezequiel Rivarola, Rafael Nazareno Maceratesi, Darío Óscar Scotto – Gustavo Barros Schelotto (k), Andrés Guglielminpietro, Sebastián Ariel Romero |
| 19 maja 1997 | CA Platense – Unión Santa Fe 2:0 Alberto Javier Godoy, Fernando Clemente Di Carlo |

### Clausura 14
| Data         | Mecz |
| ------------ | --- |
| 23 maja 1997 | Independiente – Estudiantes La Plata 2:0 José Luis Calderón, Francisco Gabriel Guerrero                                                                                                |
| 24 maja 1997 | CA Vélez Sarsfield – CA Colón 1:1 Martín Posse – Diego Cristián Castagno |
| 24 maja 1997 | Deportivo Español – Racing Club de Avellaneda 0:2 Damián Gustavo Yáñez, Martín Raúl Vilallonga                                                                                         |
| 25 maja 1997 | Newell’s Old Boys – Club Atlético Lanús 1:0 Claudio Martín París |
| 25 maja 1997 | Gimnasia y Esgrima La Plata – Gimnasia y Esgrima Jujuy 3:2 Guillermo Sanguinetti, Carlos Federico Lagorio, Guillermo Barros Schelotto – Guillermo Sanguinetti s, Carlos Morales Santos |
| 25 maja 1997 | Unión Santa Fe – Rosario Central 3:2 Fernando Martín Perezlindo, Carlos Martín Mazzoni, José Luis Marzo – Rubén Fernando Da Silva, Rafael Nazareno Maceratesi                          |
| 26 maja 1997 | Ferro Carril Oeste – San Lorenzo de Almagro 0:0 |
| 26 maja 1997 | River Plate – Huracán Corrientes 3:1 Leonardo Astrada, Julio Ricardo Cruz (2) – Josemir Lujambio                                                                                       |
| 26 maja 1997 | CA Banfield – CA Platense 2:2 Alejandro Rubén Glaría, Néstor Craviotto – Néstor Craviotto s, Fernando Clemente Di Carlo                                                                |
| 26 maja 1997 | CA Huracán – Boca Juniors 1:1 Claudio Omar García – Sergio Daniel Martínez |

### Clausura 15
| Data           | Mecz |
| -------------- | --- |
| 30 maja 1997   | San Lorenzo de Almagro – Newell’s Old Boys 3:0 Sebastián Abreu (2, 1k), Claudio Darío Biaggio |
| 31 maja 1997   | CA Colón – Independiente 0:6 José Luis Calderón (2), Roberto Acuña, Jorge Burruchaga (k), Roberto Antonio Molina, Albeiro Usuriaga mecz przerwany został w 86 minucie – wynik meczu zachowano     |
| 1 czerwca 1997 | Estudiantes La Plata – Gimnasia y Esgrima La Plata 1:0 Juan Manuel Azconzábal |
| 1 czerwca 1997 | Club Atlético Lanús – CA Vélez Sarsfield 3:1 Carlos Roa (k), Ariel Maximiliano López, Claudio Marcelo Enría – Patricio Alejandro Camps mecz przerwany został w 80 minucie – wynik meczu zachowano |
| 1 czerwca 1997 | Huracán Corrientes – Ferro Carril Oeste 2:1 Josemir Lujambio (2) – Diego Daniel Bustos |
| 1 czerwca 1997 | Racing Club de Avellaneda – River Plate 1:2 Ignacio Carlos González (k) – Marcelo Salas (2) |
| 1 czerwca 1997 | Gimnasia y Esgrima Jujuy – Unión Santa Fe 2:0 Juan Carlos Barrionuevo (k), Marcelo Andrés Trimarchi                                                                                               |
| 1 czerwca 1997 | CA Platense – CA Huracán 1:3 Mauricio Fabio Hanuch – Pedro D. Barrios Delgado (k), Claudio Omar García (2)                                                                                        |
| 1 czerwca 1997 | Boca Juniors – Deportivo Español 1:3 Gabriel Cedrés – Jorge Almirón, Sebastián Carlos Galván, Juan Martín Parodi                                                                                  |
| 2 czerwca 1997 | Rosario Central – CA Banfield 2:0 Darío Óscar Scotto, Daniel Martín Kesman |

### Clausura 16
| Data          | Mecz |
| ------------- | --- |
| 12 lipca 1997 | Gimnasia y Esgrima La Plata – CA Colón 0:1 Cristian Gastón Castillo |
| 13 lipca 1997 | Unión Santa Fe – Estudiantes La Plata 3:3 Darío Gabriel Cabrol, José Luis Marzo (k), Rubén Horacio Gárate – Martín Palermo, Manuel Santos Aguilar, Sergio Armando Catán |
| 13 lipca 1997 | Independiente – Club Atlético Lanús 2:0 Albeiro Usuriaga, Gabriel Álvez                                                                                                 |
| 13 lipca 1997 | CA Vélez Sarsfield – San Lorenzo de Almagro 1:1 Fernando Daniel Pandolfi – Claudio Darío Biaggio                                                                        |
| 13 lipca 1997 | Newell’s Old Boys – Huracán Corrientes 2:1 Bruno Giménez (k), René Eduardo Zamora – Luis Ernesto Sosa                                                                   |
| 13 lipca 1997 | Ferro Carril Oeste – River Plate 0:2 Marcelo Salas, Julio Ricardo Cruz                                                                                                  |
| 13 lipca 1997 | Boca Juniors – Racing Club de Avellaneda 3:2 Sebastián Rambert (2), Néstor Fabbri – Ignacio Carlos González (k), Marcelo Delgado                                        |
| 13 lipca 1997 | CA Banfield – Gimnasia y Esgrima Jujuy 3:2 Mariano Alejandro Campodónico (3) – Carlos Morales Santos, Sergio José Priseajniuc                                           |
| 13 lipca 1997 | CA Huracán – Rosario Central 2:1 Daniel Montenegro, Pedro D. Barrios Delgado – Omar Arnaldo Palma                                                                       |
| 14 lipca 1997 | Deportivo Español – CA Platense 0:0 |

### Clausura 17
| Data            | Mecz |
| --------------- | --- |
| 6 sierpnia 1997 | Estudiantes La Plata – CA Banfield 1:1 Leonardo Alfredo Ramos – Alejandro Rubén Glaría                                 |
| 6 sierpnia 1997 | CA Colón – Unión Santa Fe 0:0                                                                                          |
| 6 sierpnia 1997 | Club Atlético Lanús – Gimnasia y Esgrima La Plata 2:1 Juan Fernández Di Alessio, Hugo Morales – Sebastián Ariel Romero |
| 6 sierpnia 1997 | San Lorenzo de Almagro – Independiente 1:0 Claudio Darío Biaggio                                                       |
| 6 sierpnia 1997 | Huracán Corrientes – CA Vélez Sarsfield 0:1 Marcelo Hugo Herrera                                                       |
| 6 sierpnia 1997 | River Plate – Newell’s Old Boys 1:0 Roberto Luis Trotta                                                                |
| 6 sierpnia 1997 | Racing Club de Avellaneda – Ferro Carril Oeste 1:0 Martín Raúl Vilallonga                                              |
| 6 sierpnia 1997 | Gimnasia y Esgrima Jujuy – CA Huracán 1:1 Carlos Morales Santos – Pedro D. Barrios Delgado                             |
| 6 sierpnia 1997 | Rosario Central – Deportivo Español 1:0 Horacio Carbonari                                                              |
| 7 sierpnia 1997 | CA Platense – Boca Juniors 1:0 Daniel Alberto Loyola                                                                   |

### Clausura 18
| Data             | Mecz |
| ---------------- | --- |
| 8 sierpnia 1997  | Gimnasia y Esgrima La Plata – San Lorenzo de Almagro 1:0 Guillermo Barros Schelotto                                                                   |
| 9 sierpnia 1997  | CA Huracán – Estudiantes La Plata 1:0 Emiliano Manuel Romay                                                                                           |
| 9 sierpnia 1997  | CA Banfield – CA Colón 3:1 Alejandro Rubén Glaría, Mariano Alejandro Campodónico, Francisco Ricardo Aguirre – Víctor Javier Müller                    |
| 9 sierpnia 1997  | Unión Santa Fe – Club Atlético Lanús 0:4 Óscar Alcides Mena, Ariel Ibagaza, Ariel Maximiliano López (2)                                               |
| 9 sierpnia 1997  | Independiente – Huracán Corrientes 2:3 Claudio David Arzeno, Juan Carlos Ramírez – Rafael Bianchi (2), Gonzalo Daniel Gaitán                          |
| 9 sierpnia 1997  | CA Vélez Sarsfield – River Plate 0:2 Enzo Francescoli (2)                                                                                             |
| 9 sierpnia 1997  | Newell’s Old Boys – Ferro Carril Oeste 1:4 Julio César Saldaña – Christian Raúl Chaparro, Aldo Gustavo Paredes, Carlos Chaile, Diego Daniel Bustos    |
| 9 sierpnia 1997  | CA Platense – Racing Club de Avellaneda 0:0 |
| 9 sierpnia 1997  | Deportivo Español – Gimnasia y Esgrima Jujuy 3:1 Carlos Javier Odriozola (k), Gastón Ariel Escudero, Gustavo Héctor Grondona – Carlos Enrique Garnier |
| 10 sierpnia 1997 | Boca Juniors – Rosario Central 4:3 Sebastián Rambert (3, 1k), Juan Román Riquelme – Rubén Fernando Da Silva (k), Martín Cardetti (2)                  |

### Clausura 19
| Data             | Mecz |
| ---------------- | --- |
| 12 sierpnia 1997 | Estudiantes La Plata – Deportivo Español 4:0 Martín Palermo (2), Nicolás Martín Tagliani, Sergio Armando Catán                                                                                            |
| 12 sierpnia 1997 | CA Colón – CA Huracán 3:2 Hugo Ibarra, Cristian Gastón Castillo, Mauricio Aníbal Risso – Antonio Daniel Barijho, Sixto Peralta                                                                            |
| 12 sierpnia 1997 | Club Atlético Lanús – CA Banfield 1:0 Ariel Ibagaza |
| 12 sierpnia 1997 | San Lorenzo de Almagro – Unión Santa Fe 4:3 Federico Basavilbaso, Claudio Darío Biaggio, Eduardo Nicolás Tuzzio, Diego Manuel Figueroa – José Luis Marzo, Eduardo José Magnín, Fernando Martín Perezlindo |
| 12 sierpnia 1997 | Huracán Corrientes – Gimnasia y Esgrima La Plata 1:0 Josemir Lujambio (k) |
| 12 sierpnia 1997 | River Plate – Independiente 0:0 |
| 12 sierpnia 1997 | Ferro Carril Oeste – CA Vélez Sarsfield 1:1 Mario Óscar Marcelo (k) – Mario Óscar Marcelo s |
| 12 sierpnia 1997 | Racing Club de Avellaneda – Newell’s Old Boys 0:0 |
| 12 sierpnia 1997 | Gimnasia y Esgrima Jujuy – Boca Juniors 0:0 |
| 12 sierpnia 1997 | Rosario Central – CA Platense 1:2 Cristián Ricardo Daniele – Alberto Javier Godoy, Fernando Clemente Di Carlo                                                                                             |

### Tabela końcowa Clausura 1996/1997
| Poz | Klub                           | Mecze | Zw | Rem | Por | Pkt | BrZd | BrStr |
| --- | ------------------------------ | ----- | -- | --- | --- | --- | ---- | ----- |
| 1   | River Plate                    | 19    | 12 | 5   | 2   | 41  | 36   | 20    |
| 2   | CA Colón                       | 19    | 9  | 8   | 2   | 35  | 36   | 28    |
| 3   | Newell’s Old Boys              | 19    | 10 | 5   | 4   | 35  | 23   | 20    |
| 4   | Independiente                  | 19    | 10 | 4   | 5   | 34  | 38   | 21    |
| 5   | CA Vélez Sarsfield             | 19    | 9  | 5   | 5   | 32  | 24   | 16    |
| 6   | San Lorenzo de Almagro         | 19    | 9  | 3   | 7   | 30  | 32   | 22    |
| 7   | Racing Club de Avellaneda      | 19    | 7  | 6   | 6   | 27  | 24   | 22    |
| 8   | CA Platense                    | 19    | 6  | 8   | 5   | 26  | 21   | 22    |
| 9   | Boca Juniors                   | 19    | 6  | 7   | 6   | 25  | 34   | 32    |
| 10  | Ferro Carril Oeste             | 19    | 5  | 9   | 5   | 24  | 23   | 21    |
| 11  | Club Atlético Lanús            | 19    | 6  | 6   | 7   | 24  | 22   | 21    |
| 12  | Unión Santa Fe                 | 19    | 6  | 6   | 7   | 24  | 31   | 36    |
| 13  | Gimnasia y Esgrima La Plata    | 19    | 6  | 5   | 8   | 23  | 19   | 25    |
| 14  | CA Huracán                     | 19    | 5  | 7   | 7   | 22  | 22   | 33    |
| 15  | Huracán Corrientes             | 19    | 4  | 9   | 6   | 21  | 21   | 28    |
| 16  | Estudiantes La Plata           | 19    | 5  | 4   | 10  | 19  | 22   | 26    |
| 17  | Deportivo Español Buenos Aires | 19    | 4  | 7   | 8   | 19  | 19   | 25    |
| 18  | Rosario Central                | 19    | 4  | 6   | 9   | 18  | 24   | 27    |
| 19  | CA Banfield                    | 19    | 4  | 4   | 11  | 16  | 20   | 32    |
| 20  | Gimnasia y Esgrima Jujuy       | 19    | 2  | 8   | 9   | 14  | 21   | 35    |

### Tablica spadkowa na koniec turnieju Clausura 1996/1997
| Poz | Klub                           | 1994/95 pkt/m | 1995/96 pkt/m | 1996/97 pkt/m | Razem pkt/mecze | Średnia |
| --- | ------------------------------ | ------------- | ------------- | ------------- | --------------- | ------- |
| 1   | CA Vélez Sarsfield             | 73/38         | 81/38         | 55/38         | 209/114         | 1.8333  |
| 2   | River Plate                    | 68/38         | 50/38         | 87/38         | 205/114         | 1.7982  |
| 3   | San Lorenzo de Almagro         | 79/38         | 48/38         | 57/38         | 184/114         | 1.6140  |
| 4   | Club Atlético Lanús            | 53/38         | 69/38         | 61/38         | 183/114         | 1.6053  |
| 5   | Gimnasia y Esgrima La Plata    | 66/38         | 60/38         | 50/38         | 176/114         | 1.5439  |
| 6   | Racing Club de Avellaneda      | 51/38         | 64/38         | 59/38         | 174/114         | 1.5263  |
| 7   | Boca Juniors                   | 55/38         | 68/38         | 50/38         | 173/114         | 1.5175  |
| 8   | Independiente                  | 51/38         | 44/38         | 71/38         | 166/114         | 1.4561  |
| 9   | CA Colón                       | 0/0           | 47/38         | 61/38         | 108/76          | 1.4211  |
| 10  | Estudiantes La Plata           | 0/0           | 59/38         | 44/38         | 103/76          | 1.3553  |
| 11  | Rosario Central                | 51/38         | 54/38         | 49/38         | 154/114         | 1.3509  |
| 12  | Newell’s Old Boys              | 50/38         | 41/38         | 61/38         | 152/114         | 1.3333  |
| 13  | CA Huracán                     | 38/38         | 61/38         | 38/38         | 137/114         | 1.2018  |
| 14  | CA Platense                    | 44/38         | 44/38         | 47/38         | 135/114         | 1.1842  |
| 15  | Unión Santa Fe                 | 0/0           | 0/0           | 44/38         | 44/38           | 1.1579  |
| 16  | Ferro Carril Oeste             | 41/38         | 43/38         | 46/38         | 130/114         | 1.1404  |
| 17  | Gimnasia y Esgrima Jujuy       | 42/38         | 49/38         | 39/38         | 130/114         | 1.1404  |
| 18  | Deportivo Español Buenos Aires | 49/38         | 41/38         | 35/38         | 125/114         | 1.0965  |
| 19  | Huracán Corrientes             | 0/0           | 0/0           | 40/38         | 40/38           | 1.0526  |
| 20  | CA Banfield                    | 48/38         | 31/38         | 29/38         | 108/114         | 0.9474  |

## Sumaryczna tabela sezonu 1996/1997
| Poz | Klub                           | Mecze | Zw | Rem | Por | Pkt | BrZd | BrStr |
| --- | ------------------------------ | ----- | -- | --- | --- | --- | ---- | ----- |
| 1   | River Plate                    | 38    | 27 | 6   | 5   | 87  | 88   | 42    |
| 2   | Independiente                  | 38    | 21 | 8   | 9   | 71  | 72   | 43    |
| 3   | Club Atlético Lanús            | 38    | 16 | 13  | 9   | 61  | 45   | 33    |
| 4   | CA Colón                       | 38    | 15 | 16  | 7   | 61  | 62   | 52    |
| 5   | Newell’s Old Boys              | 38    | 17 | 10  | 11  | 61  | 47   | 46    |
| 6   | Racing Club de Avellaneda      | 38    | 16 | 11  | 11  | 59  | 55   | 46    |
| 7   | San Lorenzo de Almagro         | 38    | 17 | 6   | 15  | 57  | 56   | 46    |
| 8   | CA Vélez Sarsfield             | 38    | 15 | 10  | 13  | 55  | 53   | 49    |
| 9   | Boca Juniors                   | 38    | 13 | 11  | 14  | 50  | 70   | 65    |
| 10  | Gimnasia y Esgrima La Plata    | 38    | 13 | 11  | 14  | 50  | 40   | 45    |
| 11  | Rosario Central                | 38    | 12 | 13  | 13  | 49  | 59   | 55    |
| 12  | CA Platense                    | 38    | 11 | 14  | 13  | 47  | 46   | 52    |
| 13  | Ferro Carril Oeste             | 38    | 10 | 16  | 12  | 46  | 55   | 55    |
| 14  | Estudiantes La Plata           | 38    | 12 | 8   | 18  | 44  | 49   | 54    |
| 15  | Unión Santa Fe                 | 38    | 11 | 11  | 16  | 44  | 55   | 63    |
| 16  | Huracán Corrientes             | 38    | 8  | 16  | 14  | 40  | 52   | 68    |
| 17  | Gimnasia y Esgrima Jujuy       | 38    | 8  | 15  | 15  | 39  | 39   | 54    |
| 18  | CA Huracán                     | 38    | 8  | 14  | 16  | 38  | 43   | 69    |
| 19  | Deportivo Español Buenos Aires | 38    | 6  | 17  | 15  | 35  | 37   | 50    |
| 20  | CA Banfield                    | 38    | 7  | 8   | 23  | 29  | 34   | 70    |

Kluby argentyńskie w pucharach:
- Copa Libertadores 1998: River Plate, CA Colón
- Copa CONMEBOL 1997: CA Colón, Estudiantes La Plata, Club Atlético Lanús